# September 2024
Portal Geschichte | Portal Biografien | Aktuelle Ereignisse | Jahreskalender | Tagesartikel

◄ |
20. Jahrhundert |
21. Jahrhundert

◄ |
1990er |
2000er |
2010er |
2020er
| 2030er | 2040er

◄ |
2020 |
2021 |
2022 |
2023 |
2024
| 2025 | 2026 | 2027 | 2028 | ►

◄ |
Juni 2024 |
Juli 2024 |
August 2024 |
September 2024 |
Oktober 2024 |
November 2024 |
Dezember 2024 |
►
Dieser Artikel behandelt tagesbezogene Nachrichten und Ereignisse im September 2024. Eine Artikelübersicht zu thematischen „Dauerbrennern“ und zu länger andauernden Veranstaltungen findet sich auf der Seite zu den laufenden Ereignissen.

## Tagesgeschehen

### Sonntag, 1. September 2024
- Sachsen/Deutschland: Landtagswahl in Sachsen 2024
- Thüringen/Deutschland: Landtagswahl in Thüringen 2024
- Wien/Österreich: Verleihung des Österreichischen Musiktheaterpreises 2024
- Schweiz: Die Änderung der Freisetzungsverordnung tritt in Kraft, wodurch gewisse invasive gebietsfremde Pflanzen nicht mehr auf den Markt gebracht werden dürfen, u. a. der Kirschlorbeer.
- Aserbaidschan: Parlamentswahl[1]
- Mafa/Nigeria: Rund 150 mit Gewehren und Gewehrgranaten bewaffnete Angreifer auf mehr als 50 Motorrädern überfallen das Dorf, töten mindestens 81 Menschen und stecken viele Geschäfte und Wohnhäuser in Brand. Zahlreiche Menschen werden noch vermisst. Vermutet wird, dass es ein Racheakt der islamistischen Gruppierung Boko Haram war.[2]

### Montag, 2. September 2024
- Kinshasa/Demokratische Republik Kongo: Bei einem versuchten Massenausbruch aus dem mit 12.000 Inhaftierten völlig überbelegten Makala-Zentralgefängnis in Kinshasa, dem größten des Landes, sterben rund 130 Insassen, davon die meisten im Gedränge, 24 durch Schüsse der Sicherheitskräfte.[3]

### Dienstag, 3. September 2024
- Braunschweig/Deutschland: Erster Prozesstag am Landgericht Braunschweig gegen den ehemaligen Vorstandsvorsitzenden der Volkswagen AG, Martin Winterkorn, in Bezug auf den 2015 aufgedeckten Abgasskandal.
- Bonn/Deutschland: Louisa Specht-Riemenschneider tritt ihr Amt als Bundesbeauftragte für den Datenschutz und die Informationsfreiheit an.

### Mittwoch, 4. September 2024
- Peking/Volksrepublik China: Beginn des Forum on China–Africa Cooperation (bis 6. September)

### Donnerstag, 5. September 2024
- München/Deutschland: Bei einem mutmaßlich islamistisch motivierten Terroranschlag nahe des Israelischen Generalkonsulats und des NS-Dokumentationszentrums wurde der Angreifer von der Polizei erschossen.
- Toronto/Kanada: Eröffnung des Toronto International Film Festival 2024 (bis 15. September)

### Samstag, 7. September 2024
- Algerien: Präsidentschaftswahl
- Venedig/Italien: Abschluss der Internationalen Filmfestspiele von Venedig 2024

### Sonntag, 8. September 2024
- Paris/Frankreich: Abschluss der Sommer-Paralympics 2024
- New York City/Vereinigte Staaten: Ende der US Open 2024
- Südostasien: Der Taifun Yagi löst sich auf. Er hinterlässt mehr als 370 Tote.
- Marokko: Starke Regenfälle und Sturm in der Provinz Tata, Region Souss-Massa, verursachen eine Flutwelle durch die Schlucht bei Smouguen. Mindestens 14 Tote und Zerstörungen in der Oase sind die Folgen. Weitere Kommunen sind ebenfalls stark betroffen.[4]

### Montag, 9. September 2024
- Bern/Schweiz: Beginn der Herbstsession der eidgenössischen Räte (bis 27. September)

### Dienstag, 10. September 2024
- Jordanien: Parlamentswahl (Wahl zur Abgeordnetenversammlung)

### Mittwoch, 11. September 2024
- Limburg/Belgien: Beginn der Straßenradsport-Europameisterschaften 2024 (bis 15. September)
- New York City/Vereinigte Staaten: Verleihung der MTV Video Music Awards 2024

### Donnerstag, 12. September 2024
- Deutschland: Probewarnung um 11:00 Uhr anlässlich des Bundesweiten Warntages

### Freitag, 13. September 2024
- Berlin/Deutschland: Die Verleihung des Deutschen Schauspielpreises 2024 findet erstmals im Club Theater Berlin am Potsdamer Platz statt. In der Kategorie Schauspieler in einer dramatischen Hauptrolle werden Johanna Gastdorf für Eher fliegen hier UFOs und Franziska Hartmann für Monster im Kopf ausgezeichnet, der Ehrenpreis für das Lebenswerk geht an Charles Brauer.[5]

### Samstag, 14. September 2024
- Lugano/Schweiz: Am Centro svizzero di calcolo scientifico wird der Supercomputer Alps offiziell eingeweiht.[6]
- Mittel- und Osteuropa: Starke Regenfälle führen zuerst Rumänien, dann in Tschechien, Österreich und Polen zu extremen Hochwasser in Mitteleuropa. Städte werden verwüstet, mehrere Dämme werden überschwemmt oder brechen und mehr als 10 Menschen kommen infolge des Hochwassers ums Leben.
- Bei der Tram-EM in Frankfurt am Main gewinnt das Team aus Budapest.[7]

### Sonntag, 15. September 2024
- Los Angeles/Vereinigte Staaten: 76. Emmy-Verleihung
- Deutschland: Stichprobenartige Kontrollen entlang der deutschen Staatsgrenze im Osten und Süden wurden für die vorläufige Dauer von sechs Monaten auf die Grenze zu Belgien und zu den Niederlanden ausgeweitet, um irreguläre Migration einzudämmen.[8][9]

### Montag, 16. September 2024
- Deutschland: Stichprobenartige Kontrollen entlang der deutschen Staatsgrenze im Osten und Süden wurden für die vorläufige Dauer von sechs Monaten auf die Grenze zu Luxemburg und zu Dänemark ausgeweitet, um irreguläre Migration einzudämmen.[8][9]
- Karlsruhe/Deutschland: Die Umweltverbände Greenpeace und Germanwatch erheben Verfassungsbeschwerde gegen die Klimapolitik der deutschen Bundesregierung; über 54.000 Beschwerdeführer schließen sich dieser „Zukunftsklage“ an.[10]
- Papenburg/Deutschland: Der Bund übernimmt zusammen mit dem Land Niedersachsen 80 % der Meyer Werft.[11]

### Dienstag, 17. September 2024
- Libanon: Bei fernausgelösten Explosionen von Pagern und Walkie-Talkies der Hisbollah werden mehr als 3000 Menschen verletzt.[12]

### Mittwoch, 18. September 2024
- Bitterfeld-Wolfen/Deutschland: Das Unternehmen AMG Lithum, eine Tochtergesellschaft von AMG Critical Materials, nimmt im Chemiepark Bitterfeld-Wolfen die erste Lithium-Raffinerie Europas in Betrieb.[13]

### Freitag, 20. September 2024
- Deutschland: Tag der Schiene (bis 22. September)[14]

### Samstag, 21. September 2024
- Sri Lanka: Präsidentschaftswahl
- Tabas/Iran: Nach einem Gasleck kommt es in einem Kohlebergwerk des Unternehmens Madanjoo zu einer Schlagwetterexplosion, es sterben mindestens 51 Bergleute.[15]

### Sonntag, 22. September 2024
- Brandenburg/Deutschland: Landtagswahl in Brandenburg 2024
- Stuttgart/Deutschland: In der Porsche-Arena gewinnt Allianz MTV Stuttgart mit einem 3:1 nach Sätzen den VBL-Supercup gegen den SSC Palmberg Schwerin und verteidigt damit den Titel aus dem Vorjahr.[16]
- Schweiz: Eidgenössische Volksabstimmung
- Bogotá/Kolumbien: Finalspiel der U-20-Fußball-Weltmeisterschaft der Frauen
- New York City: Auf dem UN-Zukunftsgipfel (bis 23. September) beschließt die Generalversammlung der Vereinten Nationen einen unter Federführung von Deutschland und Namibia ausgehandelten Zukunftspakt zur Reform der Vereinten Nationen und multilateralen Zusammenarbeit.[17][18]

### Montag, 23. September 2024
- Libanon/Israel: Israelische Luftstreitkräfte bombardieren den Libanon. Nach libanesischen Angaben werden durch die Luftangriffe mehr als 550 Menschen getötet und mehr als 1.800 Menschen verletzt.[19]

### Dienstag, 24. September 2024
- New York/Vereinigte Staaten: Beginn der Generaldebatte der 79. Generalversammlung der Vereinten Nationen unter dem Motto „Niemanden zurücklassen: Gemeinsam handeln für die Förderung von Frieden, nachhaltiger Entwicklung und Menschenwürde für heutige und künftige Generationen“ (bis 30. September)

### Mittwoch, 25. September 2024
- Berlin/Deutschland: Nach schlechten Ergebnissen bei mehreren Wahlen erklärt der 6-köpfige Bundesvorstand von Bündnis 90/Die Grünen seinen Rücktritt, will sein Amt aber bis zur nächsten Bundesdelegiertenkonferenz Mitte November 2024 geschäftsführend weiter ausüben.[20]
- Köln/Deutschland: Im Coloneum wird der Deutsche Fernsehpreis verliehen.

### Donnerstag, 26. September 2024
- Zürich/Schweiz: An den Straßenradsport-Weltmeisterschaften 2024 zog sich Muriel Furrer bei einem Sturz ein schweres Schädel-Hirn-Trauma zu; sie erlag einen Tag später ihren schweren Verletzungen.[21]

### Freitag, 27. September 2024
- Beirut/Libanon: Bei einem israelischen Luftangriff auf das Hisbollah-Hauptquartier wird der Anführer der Hisbollah, Hassan Hasrallah getötet.[22]
- Müglitztal/Deutschland: Die Schmorsdorfer Linde erhielt vom Kuratorium Nationalerbe-Baum der Deutschen Dendrologischen Gesellschaft als 40. Baum die Auszeichnung zum Nationalerbe-Baum.[23]

### Sonntag, 29. September 2024
- Österreich: Nationalratswahl in Österreich 2024[24]
- Zürich/Schweiz: Abschluss der Straßenradsport- und Paracycling-Straßenweltmeisterschaften

### Montag, 30. September 2024
- Nepal: Der heftige Monsunregen der letzten Tage forderte im Gebiet Kathmandu bislang fast 200 Tote.[25]
- Nottinghamshire/Vereinigtes Königreich: Als erster G7-Staat hat das auf Kernenergie ausgerichtete Vereinigte Königreich, mit der Schließung des Kraftwerks Ratcliffe-on-Soar, den Kohleausstieg abgeschlossen.